# Craig G. Rogers
Craig G. Rogers (* 26. Mai 1971) ist ein amerikanischer Urologe und Direktor der Nephrochirurgie am Vattikuti Urology Institute des Henry Ford Hospitals Detroit, Michigan in den Vereinigten Staaten. 
Rogers ist für innovative minimalinvasive roboterassistierte Operationen (Da-Vinci-Laparoskopie) bekannt, vor allem im Bereich der Nierenoperationen. Er führte die erste roboterassistierte Operation der Nieren mit Ultraschallsonde und eine der ersten Nanoknife-Operationen, sowie Roboter-Assistierte Single-Port-Nierenoperationen bei Patienten mit bösartigem Nierentumor durch. Am 9. Februar 2009 hatte er die erste twittered-Operation durchgeführt.
Rogers absolvierte sein Medizinstudium in Stanford und seine Fachausbildung als Urologe am Johns Hopkins Hospital. Nach einer Weiterbildung (Fellowship) im Bereich der urologischen Onkologie am National Cancer Institute, wurde er Direktor der Nephrochirurgie am Vattikuti Urology Institute. Er arbeitet mit Mani Menon, Direktor des Vattikuti Urology Institute, zusammen.

## Schriften
Rogers ist Autor von mehr als 80 Artikel, Videos und Buchbeiträgen.